# Algarve Cup
L'Algarve Cup est une compétition internationale amicale de football féminin. Le tournoi qui réunit les meilleures sélections nationales se tient en Algarve, région du Portugal, depuis 1994. C'est l'un des tournois les plus prestigieux, notamment connu sous le nom de "Mundialito" ou de "Mini coupe du monde".

## Histoire
La compétition est née, lorsqu'en 1993, l'association de football suédoise a proposé à son homologue portugaise d'accueillir un événement international. La première édition eu lieu en 1994, six équipes y ont participé : les États-Unis, la Suède, la Norvège, le Danemark, la Finlande et enfin le Portugal.

## Palmarès
| Année | Finale | Finale | Finale | Match pour la troisième place | Match pour la troisième place | Match pour la troisième place |
| Année | Vainqueur | Score | Finaliste | 3e place | Score | 4e place |
| ----- | --- | --- | --- | --- | --- | --- |
| 1994  | Norvège | 1-0 | États-Unis | Suède | 1-0 | Danemark |
| 1995  | Suède | 3-2ap | Danemark | Norvège | 3-3ap 4-2tab | États-Unis |
| 1996  | Norvège | 4-0 | Suède | Chine | 2-1 | Danemark |
| 1997  | Norvège | 1-0 | Chine | Suède | 0-0ap 6-5tab | Danemark |
| 1998  | Norvège | 4-1 | Danemark | États-Unis | 3-1 | Suède |
| 1999  | Chine | 2-1 | États-Unis | Suède | 2-2ap 4-1tab | Danemark |
| 2000  | États-Unis | 1-0 | Norvège | Chine | 1-0 | Suède |
| 2001  | Suède | 3-0 | Danemark | Chine | 5-1 | Canada |
| 2002  | Chine | 1-0 | Norvège | Suède | 2-1 | Allemagne |
| 2003  | États-Unis | 2-0 | Chine | Norvège | 1-0 | France |
| 2004  | États-Unis | 4-1 | Norvège | France | 3-3ap 4-3tab | Italie |
| 2005  | États-Unis | 1-0 | Allemagne | France | 3-2 | Suède |
| 2006  | Allemagne | 0-0ap 4-3tab | États-Unis | Suède | 3-2 | France |
| 2007  | États-Unis | 2-0 | Danemark | Suède | 3-1 | France |
| 2008  | États-Unis | 2-1 | Danemark | Norvège | 2-0 | Allemagne |
| 2009  | Suède | 1-1ap 4-3tab | États-Unis | Danemark | 1-0 | Allemagne |
| 2010  | États-Unis | 3-2 | Allemagne | Suède | 2-0 | Chine |
| 2011  | États-Unis | 4-2 | Islande | Japon | 2-1 | Suède |
| 2012  | Allemagne | 4-3 | Japon | États-Unis | 4-0 | Suède |
| 2013  | États-Unis | 2-0 | Allemagne | Norvège | 2-2ap 5-4tab | Suède |
| 2014  | Allemagne | 3-0 | Japon | Islande | 2-1 | Suède |
| 2015  | États-Unis | 2-0 | France | Allemagne | 2-1 | Suède |
| 2016  | Canada | 2-1 | Brésil | Islande | 1-1 ap 5-4tab | Nouvelle-Zélande |
| 2017  | Espagne | 1-0 | Canada | Danemark | 1-1 ap 4-1tab | Australie |
| 2018  | Pays-Bas Suède | match annulé | | Portugal | 2-1 | Australie |
| 2019  | Norvège | 3-0 | Pologne | Canada | 0-0 ap 6-5tab | Suède |
| 2020  | Allemagne Italie | match annulé | | Norvège | 2-1 | Nouvelle-Zélande |
| 2021  | édition annulée à cause de la pandémie de Covid-19                                                                                     | édition annulée à cause de la pandémie de Covid-19                                                                                     | édition annulée à cause de la pandémie de Covid-19                                                                                     | édition annulée à cause de la pandémie de Covid-19                                                                                     | édition annulée à cause de la pandémie de Covid-19                                                                                     | édition annulée à cause de la pandémie de Covid-19                                                                                     |
| 2022  | Suède | 1-1ap 6-5tab | Italie | Norvège | 2-0 | Portugal |
| 2023  | édition annulée en raison de la participation de l'équipe du Portugal aux éliminatoires de la Coupe du monde féminine de football 2023 | édition annulée en raison de la participation de l'équipe du Portugal aux éliminatoires de la Coupe du monde féminine de football 2023 | édition annulée en raison de la participation de l'équipe du Portugal aux éliminatoires de la Coupe du monde féminine de football 2023 | édition annulée en raison de la participation de l'équipe du Portugal aux éliminatoires de la Coupe du monde féminine de football 2023 | édition annulée en raison de la participation de l'équipe du Portugal aux éliminatoires de la Coupe du monde féminine de football 2023 | édition annulée en raison de la participation de l'équipe du Portugal aux éliminatoires de la Coupe du monde féminine de football 2023 |

## Classement
| Position | Nation           | Nombre de titres | Année(s)                                                   | 2. | 3. | 4. |
| -------- | ---------------- | ---------------- | ---------------------------------------------------------- | -- | -- | -- |
| 1        | États-Unis       | 10               | 2000, 2003, 2004, 2005, 2007, 2008, 2010, 2011, 2013, 2015 | 4  | 2  | 1  |
| 2        | Norvège          | 5                | 1994, 1996, 1997, 1998, 2019                               | 3  | 7  | 0  |
| 3        | Suède            | 5                | 1995, 2001, 2009, 2018, 2022                               | 1  | 6  | 9  |
| 4        | Allemagne        | 4                | 2006, 2012, 2014, 2020                                     | 3  | 1  | 3  |
| 5        | Chine            | 2                | 1999, 2002                                                 | 2  | 3  | 1  |
| 6        | Canada           | 1                | 2016                                                       | 1  | 1  | 1  |
| 7        | Espagne          | 1                | 2017                                                       | 0  | 0  | 0  |
| 7        | Pays-Bas         | 1                | 2018                                                       | 0  | 0  | 0  |
| 9        | Danemark         |                  |                                                            | 5  | 2  | 4  |
| 10       | Japon            |                  |                                                            | 2  | 1  | 0  |
| 11       | Italie           |                  |                                                            | 2  | 0  | 1  |
| 12       | France           |                  |                                                            | 1  | 2  | 3  |
| 13       | Islande          |                  |                                                            | 1  | 2  | 0  |
| 14       | Brésil           |                  |                                                            | 1  | 0  | 0  |
| 14       | Pologne          |                  |                                                            | 1  | 0  | 0  |
| 16       | Portugal         |                  |                                                            | 0  | 1  | 1  |
| 17       | Australie        |                  |                                                            | 0  | 0  | 2  |
| 17       | Nouvelle-Zélande |                  |                                                            | 0  | 0  | 2  |